# Karol IV w stroju dworskim
Karol IV w stroju dworskim (hiszp. El rey Carlos IV en traje de corte) – obraz olejny hiszpańskiego malarza Francisca Goi (1746–1828). Portret znajduje się w zbiorach Prado.
W 1788 roku zmarł Karol III, król Hiszpanii, na którego dworze pracował Goya. Jego najstarszy żyjący syn infant Karol (1748–1819) był królem Neapolu i Sycylii, zrzekł się jednak swojego królestwa na rzecz syna i przybył do Madrytu w 1789 roku, aby objąć tron Hiszpanii jako Karol IV. Nowy król podobnie jak jego ojciec cenił prace Goi i mianował go swoim nadwornym malarzem.
Obraz powstał z okazji objęcia tronu. Król przedstawiony w pozycji stojącej ma na sobie strój z czerwonego jedwabiu ozdobionego srebrnymi haftami. Na jego piersi widnieją biało-błękitna wstęga i krzyż Orderu Karola III, czerwona wstęga neapolitańskiego Orderu Świętego Januarego i niebieska wstęga francuskiego Orderu Ducha Świętego. Order Złotego Runa, którego był wielkim mistrzem, jest zawieszony na szyi na czerwonej wstędze i oprawiony diamentami. Atrybuty władzy takie jak korona i purpurowy płaszcz z gronostajowym podbiciem zostały przedstawione w dyskretny sposób po prawej stronie, zgodnie z hiszpańską tradycją.  
Portret króla jest pendantem Królowej Marii Ludwiki w sukni na panier.

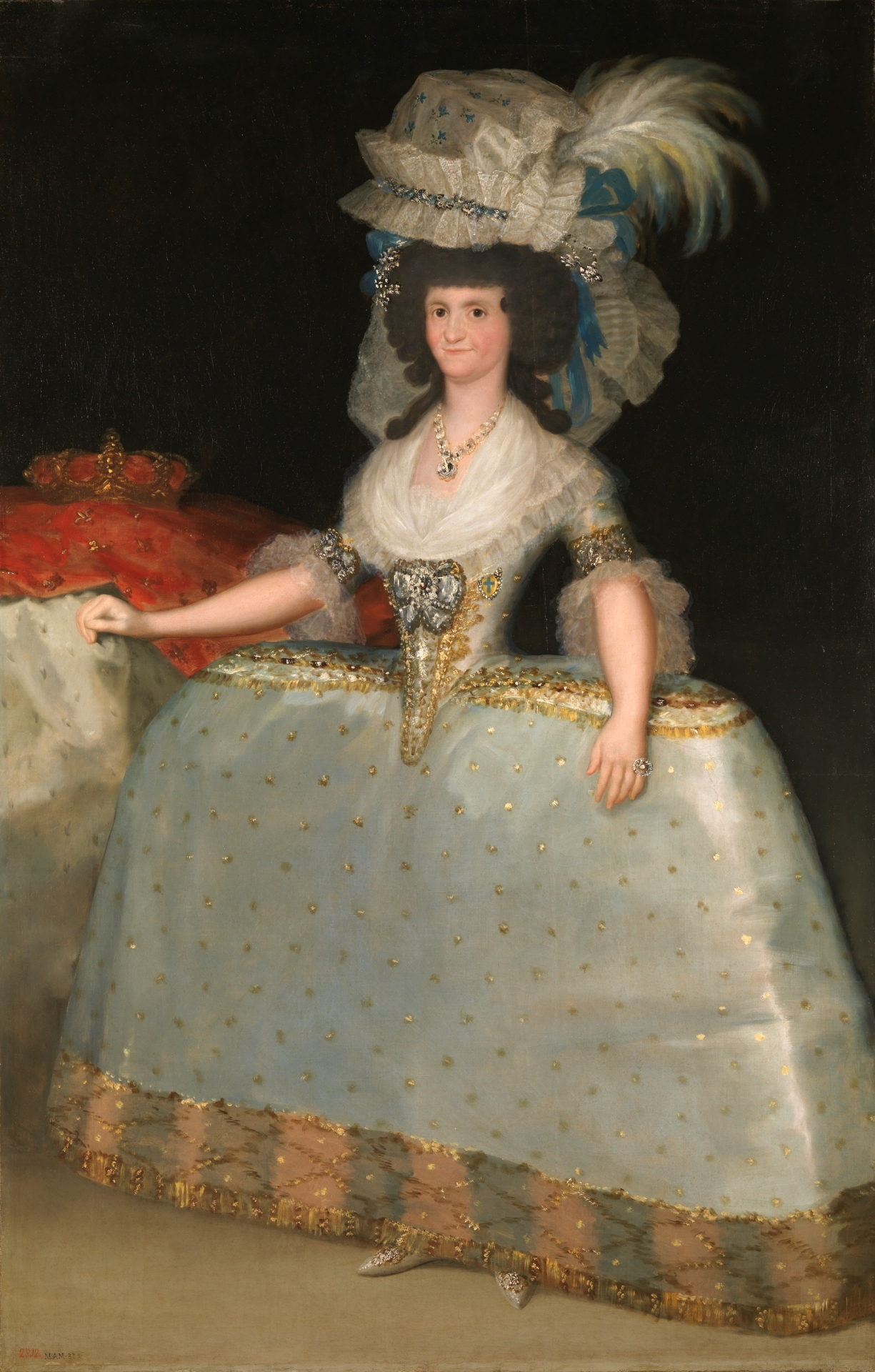
Królowa Maria Ludwika w sukni na panier